# Evangelische Kirche (Opaleniec)
Die Evangelische Kirche in Opaleniec (deutsch Opalenietz, 1904 bis 1945 Flammberg) war ein Bauwerk aus dem zu Ende gehenden 19. Jahrhundert. Bis 1945 war sie zentrales Gotteshaus für das Kirchspiel Opalenietz bzw. Flammberg in Ostpreußen. Heute sind nur noch die Mauerreste des Turmportals im jetzt Opaleniec genannten Dorf in der polnischen Woiwodschaft Masowien erhalten.

## Geographische Lage
Opaleniec, das frühere Grenzdorf nach Polen, liegt im Norden der Woiwodschaft Masowien, vier Kilometer nördlich der Stadt Chorzele. Durch den Ort verläuft die Landesstraße 57 (frühere deutsche Reichsstraße 128). Eine Anbindung an den Bahnverkehr besteht nicht.
Der Standort der Kirche befindet sich im nördlichen Dorfteil östlich der Hauptstraße.

## Kirchengebäude
Das einstige Opalenietz wurde 1579 als Kirchdorf bezeichnet. Vom Ende der 16. Jahrhunderts dürfte auch die Holzkirche stammen, die mehrere Jahrzehnte später durch einen Ziegelbau ersetzt wurde: am 3. Dezember 1878 wurde das in mehrmonatiger Bauzeit neue Gotteshaus eingeweiht.
Es handelt sich dabei um ein Gebäude aus rotem Backstein in gotischem Stil mit einer Apsis und einem massiven hohen Turm. Der Innenraum war leicht gewölbt und in seiner Ausstattung schlicht aber geschmackvoll. Das Altarbild zeigte den segnenden Christus.
Die Kirche hatte eine Orgel mit zehn Registern. Das Geläut der Kirche bestand aus drei Glocken. Sie mussten im Ersten Weltkrieg für Munitionszwecke abgeliefert werden. Als Ersatz diente nach dem Krieg ein Stahlglockengeläut.
Hohe Bäume umgaben das Kirchengebäude. Innerhalb dieses Hains wurden während des Ersten Weltkrieges einige ums Leben gekommene Soldaten und Zivilpersonen beigesetzt.
Den Zweiten Weltkrieg hat das Gotteshaus nicht überlebt. Heute finden sich hier nur noch die Mauerreste des einstigen Turmportals.

## Kirchengemeinde

### Kirchengeschichte
Die Gründung einer evangelischen Kirche in Opalenietz erfolgte bereits im 16. Jahrhundert. Bis 1893 war das Dorf mit der Kirche Willenberg (polnisch Wielbark) pfarramtlich verbunden, dürfte wohl anfangs aber auch eigene Prediger gehabt haben. Ab der zweiten Hälfte des 19. Jahrhunderts wurden hier Katecheten für die sonntägliche Predigt eingestellt. Als man in Willenberg 1893 die dritte Pfarrstelle errichtete, verlegte man des Pfarrsitz nach Opalenietz, deren erster Stelleninhaber – Pfarrer Dopatka – bereits seit 1892 hier als Hilfsprediger fungierte.
Bis 1925 wurden die Gottesdienste in masurischer Sprache gehalten. Geistliche, die dieser Sprache nicht mächtig waren, wurden verpflichtet, innerhalb eines Jahres wenigstens masurische Lesegottesdienste halten zu können. Dieses war bis dahin die Aufgabe der Schullehrer. Später wurden in dem ab 1904 Flammberg genannten Dorf wurden alle 14 Tage Gottesdienste in deutscher Sprache gefeiert – bis 1933, als die masurische Sprache verboten wurde.
Ursprünglich war die Kirche in Flammberg königlichen Patronats. Nach dem Ersten Weltkrieg oblat das Kirchenpatronat den staatlichen Amtsstellen. Im Jahre 1925 zählte das Kirchspiel Flammberg 1900 Gemeindeglieder.
War die Kirche Opalenietz anfangs in die Inspektion Neidenburg (polnisch Nidzica) eingegliedert, gehörte die Kirche Flammberg bis 1945 zum Superintendenturbezirk Ortelsburg (polnisch Szczytno) im Kirchenkreis Ortelsburg innerhalb der Kirchenprovinz Ostpreußen der Kirche der Altpreußischen Union. Heute liegt Opaleniec in der Diözese Masuren der Evangelisch-Augsburgischen Kirche in Polen, doch gehören die evangelischen Einwohner mangels einer eigenen Kirche jetzt zur Kirche in Szczytno. In Opaleniec besteht noch eine römisch-katholische Pfarrei.

### Kirchspielorte
Bis 1945 gehörten neben dem Pfarrort selbst noch vier Dörfer – bei allen handelte es sich um Schulorte – zum Kirchspiel Opalenietz/Flammberg:
| Deutscher Name | Geänderter Name 1938 bis 1945 | Polnischer Name |
| -------------- | ----------------------------- | --------------- |
| Baranowen      | Neufließ                      | Baranowo        |
| Czenczel       | (seit 1928:) Rodefeld         | Śięciel         |
| Montwitz       |                               | Mącice          |
| Wyseggen       | Grünlanden                    | Wyżegi          |

### Pfarrer
An der evangelischen Kirche Opalenietz resp. Flammberg taten vor 1893 die Willenberger Pfarrer Dienst. Ab 1893 hatten die Geistlichen der Dritten Pfarrstelle Willenbergs ihren Sitz in Opalenietz/Flammberg:
| - Franz Karl Dopatka, 1892–1907 - Friedrich Großjohann, 1895–1897 - Richard Fischer, 1908–1920 | - Otto Nikutowski, 1920 - Otto Rehfeld, 1921–1923 - Oskar Gaidies, 1923–1945 |

## Evangelischer Friedhof

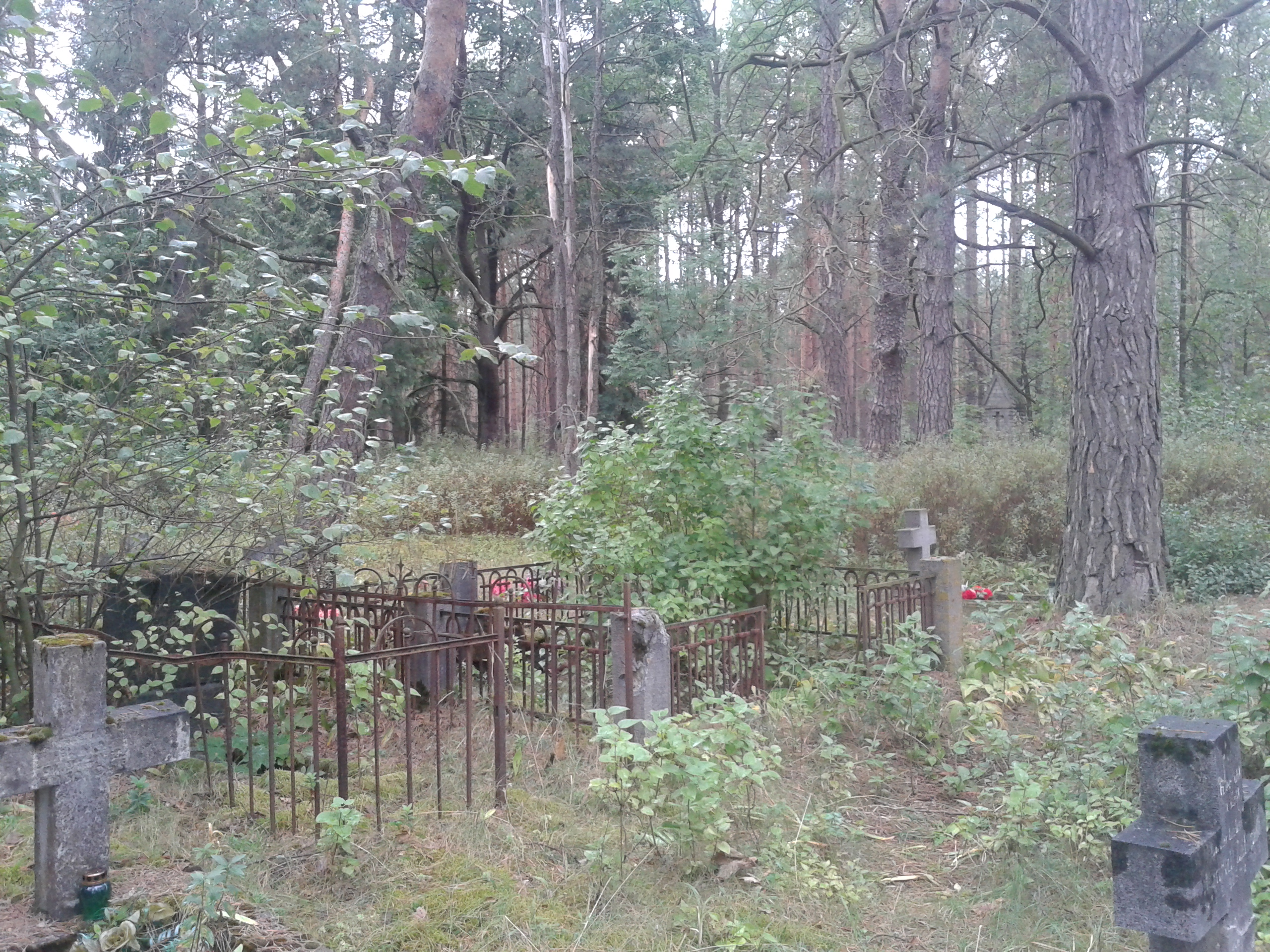
Der evangelische Friedhof (Cmentarz ewangeliecki) in Opaleniec

Gegenüber dem Pfarrhaus am Schulgarten lag der alte, etwa 300 m² große evangelische Friedhof, der auch heute noch – ein wenig verwahrlost – existiert. Er unterstand der evangelischen Kirche. Der Kommunalfriedhof, der um die Wende 19./20. Jahrhundert angelegt wurde, befand sich außerhalb des Dorfes an der Straße nach Willenberg (Wielbark).